# Brigitte Peterhans
Brigitte Peterhans (ou Brigitte Schlaich) est une architecte allemande et américaine, née le 27 août 1928 à Sulz am Neckar en Allemagne et morte le 15 janvier 2021 à Stuttgart. Chez Skidmore Owings et Merrill, elle participe à la construction de plusieurs bâtiments importants comme la Willis Tower.

## Biographie
Brigitte Schlaich est née le 27 août 1928 à Sulz am Neckar dans une famille de cinq enfants dont elle est l'aînée. Le père joue du piano, la mère collectionne les meubles et objets du Bauhaus et tous les enfants pratiquent la musique. Elle est la sœur de l'ingénieur Jörg Schlaich,. Elle obtient un diplôme d'ingénieure à l'université de Stuttgart. Après une rencontre avec Myron Goldsmith (en) qui l'encourage, elle part pour Chicago grâce à une bourse Fulbright pour étudier l'architecture à l'Institut de technologie de l'Illinois sous la direction de Mies van der Rohe, ancien directeur du Bauhaus. Elle obtient un bachelor en architecture de l'Université de Stuttgart en 1960 et un master en architecture en 1962 et devient architecte agréée en Allemagne en 1966,.
À l'Institut de technologie de l'Illinois, elle rencontre le photographe et ancien professeur du Bauhaus, Walter Peterhans qui y enseigne. Ils se marient en 1957.
Alors qu'elle est encore étudiante, elle est recrutée, en 1958, par Skidmore Owings et Merrill (SOM). Elle y reste par intermittence pendant trente-trois ans, travaillant notamment avec Bruce Graham et Myron Goldsmith sur des projets nationaux et internationaux. Avec Natalie Griffin de Blois, Gertrude Kerbis (en), Larry Oltmanns (en) et Lucien Lagrange (en) Brigitte Peterhans compte parmi les principaux architectes de SOM.
Pendant plusieurs années, elle voyage et travaille entre les États-Unis et l'Allemagne, avant de rejoindre SOM à plein temps en 1970. Elle devient associée de la compagnie en 1973 et partenaire associée en 1979.
Brigitte Peterhans prend sa retraite en 1990.
Elle meurt le 15 janvier 2021 à Stuttgart.

## Œuvres
Brigitte Peterhans contribue à des projets architecturaux notables tels que :
- Arab International Bank World Trade Center et hôtel au Caire, 1976-1978, 1985-1990
- la Fondation Artigas à Gallifa, 1985-1989
- le siège social et les laboratoires de Baxter Travenol à Deerfield, 1973-1980,
- le Broadgate Exchange House à Londres, 1987-1990[6]
- la Passerelle Max Eyth à Stuttgart, 1989[7]
- le Perimeter Center (en) à Atlanta, 1981-1986
- Tour Sears à Chicago, 1970-1972, 1980[3],[8]

## Galerie

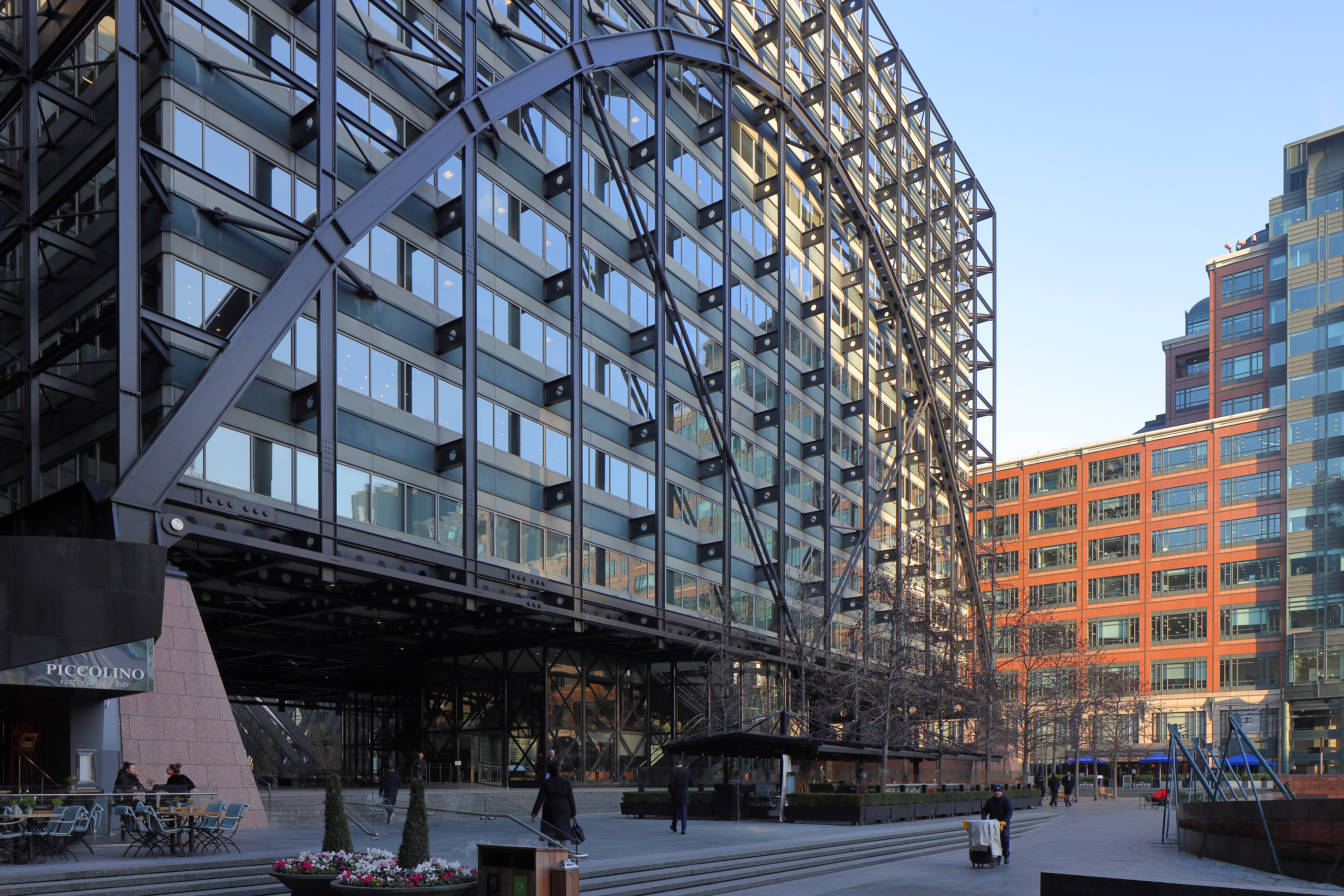
Exchange House, Londres
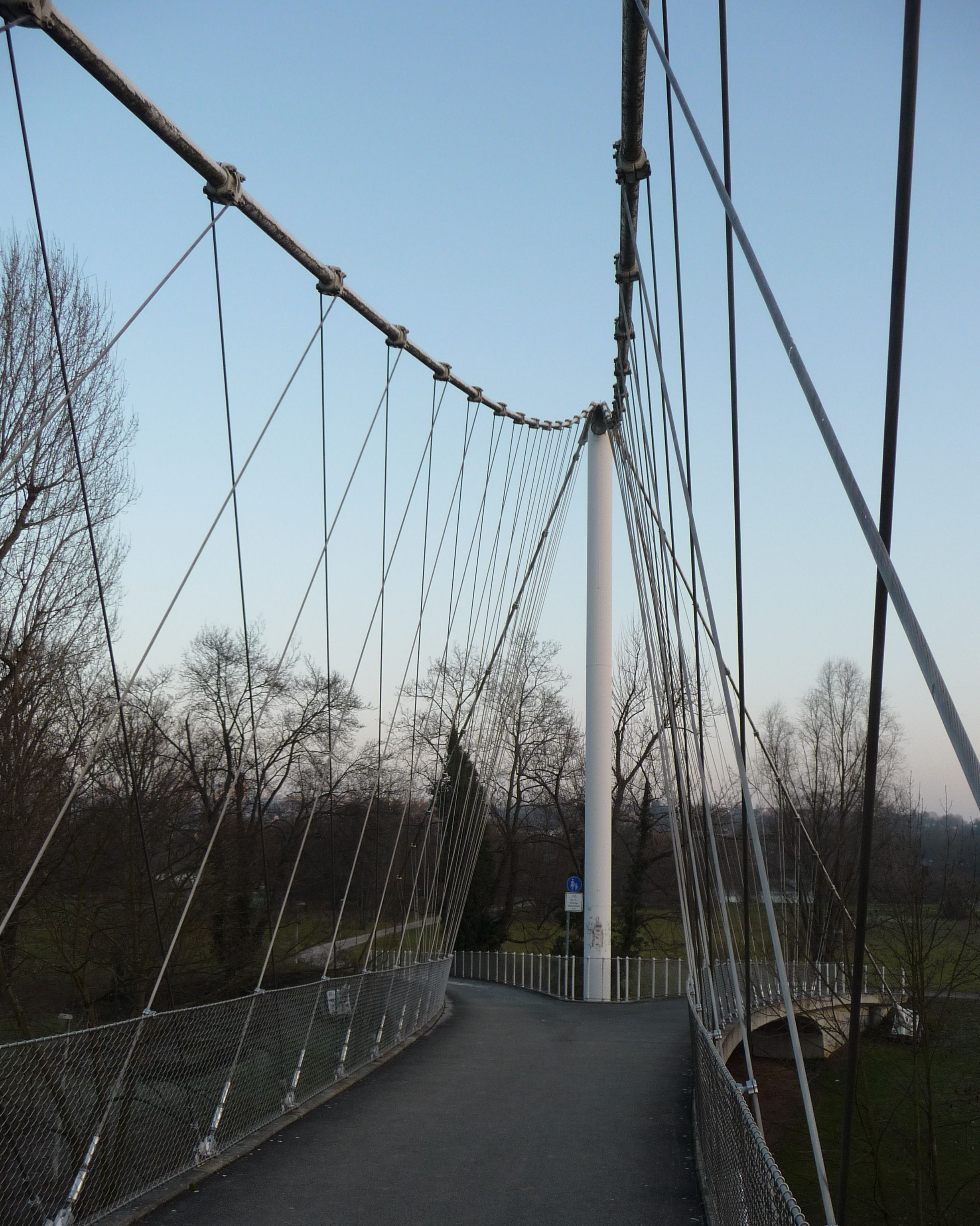
Bruecke_am_Max-Eyth-See
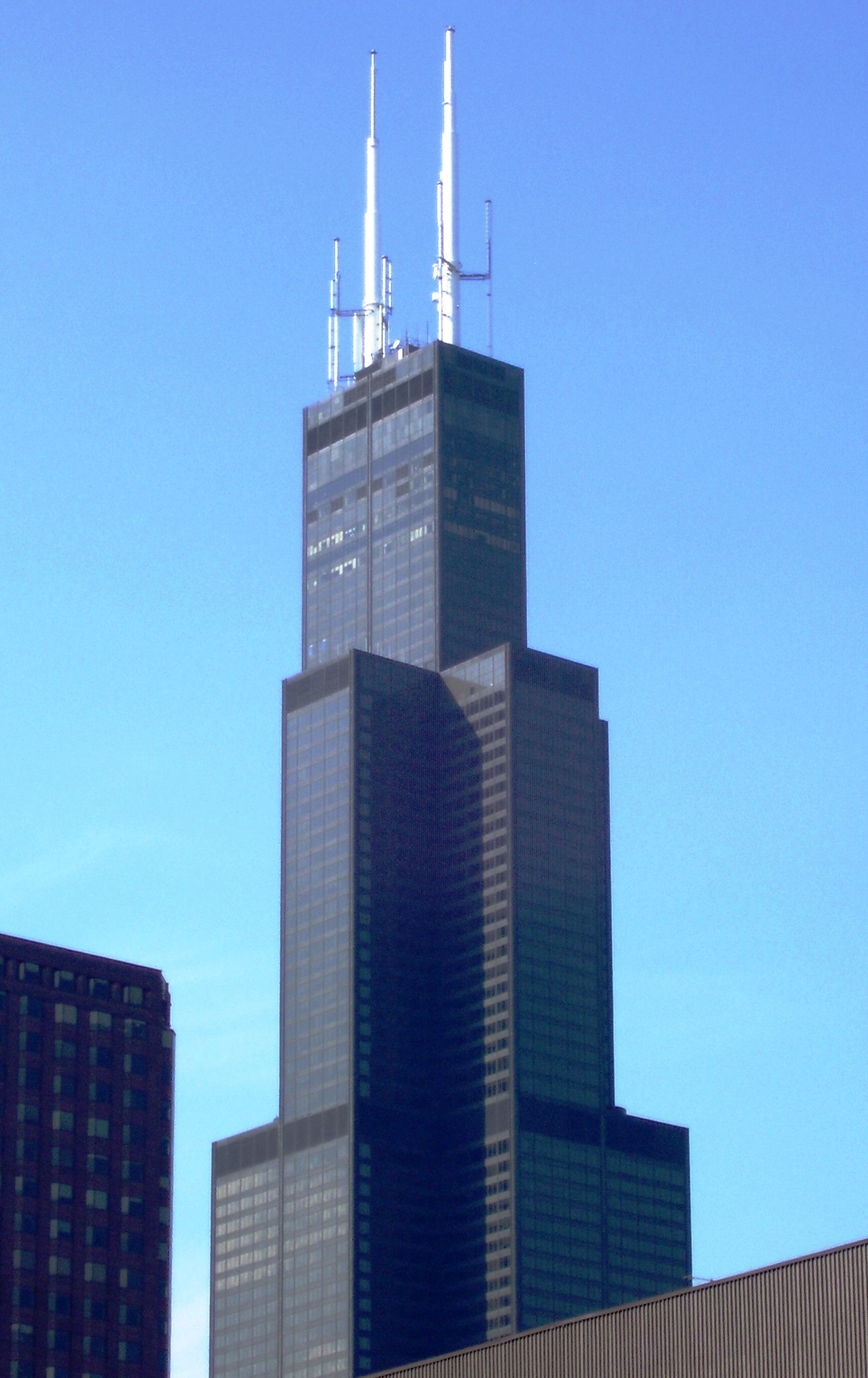
Willis_(Sears)_Tower_